# La Tour (Alpes-Maritimes)
La Tour település Franciaországban, Alpes-Maritimes megyében. Lakosainak száma 540 fő (2022. január 1.). La Tour Clans, Tournefort és Utelle községekkel határos.

## Népesség
A település népességének változása:
| Lakosok száma | 170  | 148  | 286  | 408  | 573  | 579  | 567  | 553  | 549  | 540  |
|               | 1968 | 1982 | 1990 | 2006 | 2013 | 2015 | 2017 | 2019 | 2020 | 2022 |